# Фунта Острва Принца Едварда
Фунта Острва Принца Едварда (енгл. Prince Edward Island pound), је била валута Острва Принца Едварда до 1871. године. Била је подељена на 20 шилинга, сваки шилинг је имао 12 пенија. Заменио га је долар 1871. године. Британски новчићи су били у оптицају заједно са кованицама и папирним новцем локално произведеним.

## Кованице
Једине кованице издате искључиво за Острво Принца Едварда издате су 1813. године. Постојала су два апоена, од 1 и 5 шилинга. Оба су произведена резањем централног дела новчића шпанског долара (8 реала). Чеп, утиснут, чинио је комад од 1 шилинга, док је слично утиснути прстен чинио комад од 5 шилинга. Због свог облика, новчић од 5 шилинга био је познат као „долар са рупом”.

## Новчанице
Острво Сен Жан (како је тада било познато Острво Принца Едварда) је 1790. године издало државне новчанице у апоенима од 1, 1½, 2½, 5, 10, 20 и 40 шилинга. Даље издање државних записа направљено је између 1834. и 1870. године, са апоенима од 5 и 10 шилинга, 1, 2 и 5 фунти.
Заједно са трезорским записима, две опуномоћене банке су издавале папирни новац, „Банка Острва Принца Едварда” која је почела са радом 13. августа 1854. и „Јунион банка Острва Принца Едварда”. Међутим, фунте које су издале ове две банке имале су различите вредности у односу на стерлинг. Банка Острва Принца Едварда издала је новчанице у апоенима од 5 и 10 шилинга, 1, 2 и 5 фунти између 1856. и 1863. Ове фунте су вределе 13 шилинга 4 пенија стерлинга, а новчанице су такође носиле апоен у стерлингима (3s 4d, 6s 8d, 13s 4d, £1 6s 8d и £3 6s 8d). Јунион банка је издала новчанице између 1864. и 1865. деноминиране у доларима (у вредности од 4 шилинга 2 пенија) и у стерлинзима. Деноминације су биле 1, 2, 5 и 20 долара (4s 2d, 8s 4d, £1 10d, £4 3s 4d стерлинга).